# Atissa suturalis
Atissa suturalis es una especie de mosca del género Atissa, de la familia Ephydridae, orden Diptera.

## Distribución
Se distribuye por Oceanía: Australia, en el estado de Nueva Gales del Sur.

## Taxonomía
Fue descrita por Cresson en 1929 y publicada en Cresson, E. T., Jr. 1929. Studies in the dipterous family Ephydridae. Paper II. Trans. am. ent. Soc. 55: 165-195.